# Унтем
Унте́м (рос. Унтем) — присілок в Ігринському районі Удмуртії, Росія.

## Населення
Населення — 250 осіб (2010; 198 в 2002).
Національний склад станом на 2002 рік:
- удмурти — 63 %
- росіяни — 36 %

## Урбаноніми[3]
- вулиці — Ключова, Лучна, Польова, Річкова